# Spiegelschrank (Bad)

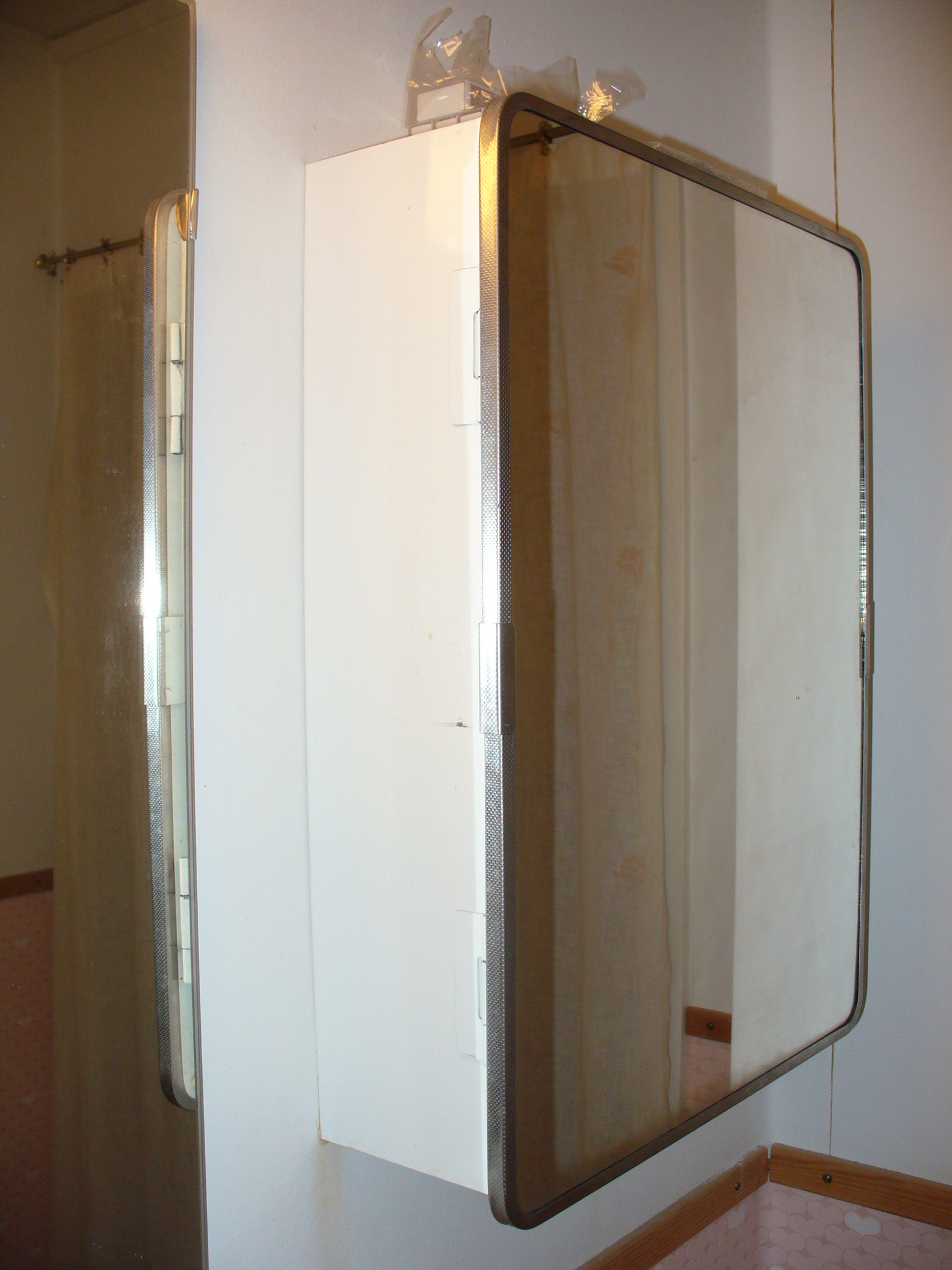
Ein klassischer Spiegelschrank

Ein Spiegelschrank ist ein Schrank mit in die Türen eingesetzten Spiegeln. Er wird im Badezimmer hängend angebracht, in der Regel über dem Waschbecken.

## Beschreibung
Spiegelschränke sind kombinierte Schrankelemente in Badezimmern, anstelle der früher separat montierten Soffittenlampe, eines Spiegels und einer Ablage. Ein Spiegelschrank schafft mehr Abstellmöglichkeiten im Badezimmer, er ist oft nur ca. 10 cm tief und ca. 60 cm hoch und bei einer Fülle von angebotenen Modellen und Materialien – beliebig breit. Seine vollverspiegelten Türen sind aufklappbar oder schiebbar.
Meist werden in einem Spiegelschrank Kosmetik- oder Hygieneartikel aufbewahrt, er kann aber auch Lagerort für Medikamente sein, um so als Hausapotheke genutzt zu werden.
Viele Spiegelschränke sind mit einer Lichtröhre hinter Streuglas kombiniert, die den Spiegel und damit (vor allem in kleinen Badezimmern) auch den Raum beleuchtet; im Inneren ist häufig eine Steckdose angebracht, an der Rasierer oder Haartrockner angeschlossen werden können.

## Allibert
In den 1970er Jahren fand der Spiegelschrank der Marke Allibert in Deutschland weite Verbreitung. In Österreich Spiegelkasten genannt. Der Begriff Allibert wurde zu einem Deonym für einen über einem Waschbecken angebrachten Badezimmerschrank mit dreitürig geteilter Spiegelfront.